# Pflegende Angehörige
Als pflegende Angehörige werden alle Familienangehörigen, Freunde oder Nachbarn einer Person bezeichnet, die in die Versorgung und Betreuung dieser Person mit gesundheitsbedingten Einschränkungen involviert sind.

## Pflegesituation
Angehörige sind in der Regel die erste und wichtigste Unterstützung für chronisch kranke, hilfe- und pflegebedürftige Menschen. Besonders zu Beginn ist den Betroffenen nicht immer klar, wie lange die Übernahme von Tätigkeiten im Kontext der pflegerischen Versorgung und Betreuung notwendig sein wird. Pflegende Angehörige leisten vielfältige Aufgaben von der Grundpflege (Unterstützung bei der Körperpflege, Ernährung und Mobilität) bis hin zu Organisation und sozialer Beschäftigung für die pflegebedürftige Person (Einkäufe tätigen, Post erledigen und gemeinsame Spaziergänge).

## Definition und Abgrenzung pflegender Angehöriger
Pflegende Angehörige werden als Personengruppe unterschiedlich beschrieben und abgegrenzt. Die Definitionen reichen von sehr umfassenden Beschreibungen bis hin zu eng an Leistungsansprüchen gekoppelten Begriffsbestimmungen.
Das Projekt Eurofamcare zu pflegenden Angehörigen in Europa erfasst pflegende Angehörige als „Personen, die sich selber Pflegende nennen und unbezahlt einen Menschen von über 65 Jahren zuhause oder in einer Senioreneinrichtung unterstützen oder die Pflege eines älteren Menschen durch andere Anbieter organisieren“. Pflegebedürftige können hier sowohl in der eigenen Wohnung, der Wohnung des pflegenden Angehörigen oder in anderen Wohnformen bis hin zu stationären Einrichtungen leben.
Der deutsche Gesetzgeber grenzt pflegende Angehörige zum einen von professionell Pflegenden ab, zum anderen definiert er Angehörigenpflege – wesentlich enger als Eurofamcare – über den Ort, an dem gepflegt wird, d. h. über die häusliche Umgebung, über den zeitlichen Umfang anhand von Stunden und Tagen sowie über die Regelmäßigkeit der Pflege. Das Sozialgesetzbuch XI – Soziale Pflegeversicherung – definiert in Paragraph § 19 SGB XI pflegende Angehörige über den Begriff der Pflegeperson:
Pflegepersonen im Sinne dieses Buches sind Personen, die nicht erwerbsmäßig einen Pflegebedürftigen im Sinne des § 14 in seiner häuslichen Umgebung pflegen. Leistungen zur sozialen Sicherung nach § 44 erhält eine Pflegeperson nur dann, wenn sie eine oder mehrere pflegebedürftige Personen wenigstens zehn Stunden wöchentlich, verteilt auf regelmäßig mindestens zwei Tage in der Woche, pflegt.
Regionale Projekte in Nordrhein-Westfalen, wie Neuheit für Pflege und QuartUpa untersuchen intensiv die Situation von pflegenden Angehörigen im häuslichen Setting und definieren pflegende Angehörige als: „Menschen, die als nicht professionelle Bezugspersonen unentgeltlich im häuslichen Bereich für Pflegebedürftige tätig sind. In der Regel sind dies Familienmitglieder, auch Kinder und darüber hinaus alle Freunde, Bekannten und nahestehenden Personen, die Verantwortung für den pflegebedürftigen Menschen übernehmen, wobei auch mehrere Personen für einen Pflegebedürftigen zuständig sein können“.
Pflegende Angehörige, die minderjährig sind, werden als „junge Pflegende“ oder Young Carers bezeichnet.
In dem 2017 veröffentlichten Zweiten Gleichstellungsbericht der Bundesregierung plädiert die Sachverständigenkommission für einen Ausbau gemischter Betreuungsarrangements. Die vielfach geäußerte Forderung „ambulant vor stationär“ bedeute in der Praxis allzu oft ausschließlich eine informelle, meist durch Frauen innerhalb der Familie verrichtete Pflege.

## Pflegende Angehörige in Deutschland

### Statistik
In Deutschland stellt die Pflege und Betreuung durch die Gruppe der informell Pflegenden die wichtigste Versorgungsform zur Bewerkstelligung der Pflegesituation dar. Im Jahre 2017 erfasste das Statistische Bundesamt insgesamt 3,4 Millionen Pflegebedürftige in Deutschland, von denen rund 2,6 Millionen (76 %) von pflegenden Angehörigen im häuslichen Umfeld versorgt werden, zum Teil mit Unterstützung eines ambulanten Pflegedienstes. Rund 1,76 Millionen (51,7 %) Personen mit Pflegegrad werden ausschließlich durch ihre Angehörigen im häuslichen Umfeld versorgt.
2021 waren in Deutschland 4,96 Millionen Menschen pflegebedürftig im Sinne des Pflegeversicherungsgesetzes (SGB XI). Etwa fünf von sechs Pflegebedürftigen (84 % bzw. 4,17 Millionen) wurden im Dezember 2021 zu Hause versorgt. Davon erhielten 2,55 Millionen Pflegebedürftige ausschließlich Pflegegeld und wurden überwiegend durch Angehörige gepflegt.
Zu beachten ist hierbei, dass die amtliche Pflegestatistik nur indirekt Rückschlüsse über die Mindestanzahl pflegender Angehöriger erlaubt. Auf Basis der Routinedaten von Krankenkassen werden hierfür zuhause versorgte pflegebedürftige Personen im Sinne des Pflegeversicherungsgesetzes erfasst. Die Zahl der pflegebedürftigen Menschen und somit auch die Zahl pflegender Angehöriger ist jedoch Schätzungen zufolge deutlich höher. Haushaltsumfragen (z. B. SOEP) sowie gesundheits- und altersbezogene Studien (z. B. SHARE) erfassen durch regelmäßig durchgeführte Befragungen ebenfalls Daten zu pflegenden Angehörigen. Im SOEP werden pflegende Angehörige anhand der Angaben zum täglichen Zeitaufwand für die Versorgung einer pflegebedürftigen Person abgebildet. DEAS erfasst regelmäßigen Unterstützung einer eingeschränkten Person in der zweiten Lebenshälfte. SHARE-Daten wiederum beinhalten Angaben zu der geleisteten Hilfe im persönlichen Netzwerk.
Es zeigt sich, dass die unterschiedlichen Definitionen und Abgrenzungen pflegender Angehöriger zu erheblichen Diskrepanzen in den Zahlen zu dieser Personengruppe führen. In den Altersgruppen mit den meisten pflegenden Angehörigen (50 bis 70-Jährige) schätzt z. B. DEAS im Jahr 2015 die Anteile pflegender Angehöriger auf ca. 18 bis 22 % fast doppelt so hoch wie die im gleichen Jahr erfassten 8 bis 10 % derselben Altersgruppen im SOEP. Eine Studie des Robert Koch-Instituts geht von etwa 4,7 Millionen Menschen im Jahre 2015 aus. Die BARMER Ersatzkasse schätzt die Anzahl pflegender Angehöriger auf 2,5 Millionen Menschen im Jahre 2018. Durch die uneinheitliche Abgrenzung ist folglich nicht abschließend geklärt, wie viele Personen in Deutschland informell pflegen.
Bis zum Jahr 2030 ist mit einer Zunahme der Zahl der Pflegebedürftigen auf bis zu 3,5 Millionen zu rechnen – im Gegensatz dazu zeigt sich, dass das Potential pflegender Angehöriger abnehmen wird. Gründe dafür sind nicht nur der demographische Wandel, sondern auch die verlängerte Erwerbstätigkeit und die zunehmende Erwerbstätigkeit von Frauen. Die Pflegefähigkeit und -bereitschaft von Angehörigen trägt dazu bei, dass hilfe- und pflegebedürftige Personen in der häuslichen Umgebung bleiben können – was häufig sowohl der bevorzugte Wunsch der Angehörigen als auch der Hilfe- und Pflegebedürftigen ist.
Angehörige spielen auch in selbstorganisierten Demenzwohngemeinschaften und anderen ambulant betreuten Wohneinrichtungen eine wichtige Rolle, etwa bei Entscheidungen über die Aufnahme neuer Mitbewohner, bei der Auswahl des Pflegedienstes und bei der Gestaltung des Alltags.

### Beratung und Sozialversicherungen
Mit dem am 30. Oktober 2012 in Kraft getretenen Pflege-Neuausrichtungs-Gesetz wurden die Rechte pflegender Angehörige bezüglich der Beratung gestärkt (§ 7 und § 7b SGB XI). und wurden Krankenversicherungen zur Berücksichtigung pflegender Angehörige verpflichtet (§ 23 SGB V).
Für vorübergehend an der Pflege gehinderte Privatpflegepersonen übernimmt die Pflegeversicherung die nachgewiesenen Kosten einer Verhinderungspflege.
Unter bestimmten Voraussetzungen zahlt die Pflegeversicherung Beiträge zur gesetzlichen Rentenversicherung für pflegende Angehörige.
Im 2011 erschienenen Ersten Gleichstellungsbericht der Bundesregierung forderte die Sachverständigenkommission eine „bessere Anrechnung von Pflegezeiten auf die Rentenansprüche – auch für Nichterwerbstätige und Pflegende, die das Rentenalter bereits erreicht haben“ und kam zum Schluss: „Die Anrechnung sollte – angelehnt an die additive Anrechnung von Kindererziehungszeiten – unabhängig von Erwerbsstatus und Alter der pflegenden Person sein. Es sollte daher das Ziel sein, die rentenrechtliche Honorierung von Pflegearbeit zu verbessern und die Schieflage zwischen der Bewertung von Sorgearbeit für Kinder und von Pflegearbeit zu beseitigen.“ Mit drei Pflegestärkungsgesetzen, die zum Januar 2015, 2016 und 2017 in Kraft traten, wurden pflegenden Angehörigen im Hinblick auf die Renten- und Arbeitslosenversicherung erweiterte Ansprüche gewährt.

## Belastungssituation
Betroffene stehen teilweise sehr plötzlich und dann meist für lange Zeiträume, oft über Jahre hinweg, vor erheblichen Herausforderungen. Diese Situation ist für die pflegenden Angehörigen häufig mit gesundheitlichen, zeitlichen, emotionalen, sozialen sowie finanziellen Belastungen verbunden. So kamen dem Barmer Pflegereport 2018 zufolge im Jahr 2018 zwar 87,5 Prozent nach eigenen Angaben meistens oder immer gut mit der Pflege zurecht. Doch bekamen 38,0 % der Hauptpflegepersonen nicht genug Schlaf, 29,9 % fühlten sich in der Rolle als Pflegender gefangen, 20,4 % war die Pflege häufig zu anstrengend, bei 22,7 % wirkte sich die Pflege negativ auf die Freundschaftsverhältnisse aus und 18,8 % äußerten Zukunfts- und Existenzängste. Meist bedeutet die Übernahme der Pflege eines angehörigen Menschen einen tiefen Eingriff in familiäre Routinen, Rollen und Gepflogenheiten. Die häusliche Pflege wird daher als familiäre Entwicklungsaufgabe verstanden. Insgesamt wirkt sich Angehörigenpflege negativ auf den physischen und psychischen Gesundheitszustand der informell Pflegenden aus.
In einer Studie der Universität Witten/Herdecke im Jahre 2019 wurden 1429 pflegende Angehörige befragt: Im Vergleich zu Gleichaltrigen schätzen 42 % ihren Gesundheitszustand als schlechter ein, 72 % der Befragten fühlten sich psychisch stark belastet. Angehörige sehen sich darüber hinaus in ihrer Privatsphäre (68 %) sowie in ihren Freizeitaktivitäten und in ihrem Sozialleben (75 %) eingeschränkt. Die Unterstützung bei Pflegebedürftigkeit hat auch Einfluss auf berufliche Entwicklungsmöglichkeiten. So sehen sich mehr als 30 % der Befragten bei der Suche nach einer Arbeitsstelle benachteiligt und mehr als 20 % der Berufstätigen berichten, dass ihre Arbeitsleistung durch die Angehörigenpflege beeinträchtigt wird. Durch die zahlreichen Herausforderungen verbunden mit der Pflege, Betreuung und Versorgung in der häuslichen Umgebung, sind Angehörige häufig auch selbst auf Unterstützung und Hilfe angewiesen.

## Unterstützungsangebote
In Deutschland existiert formal ein breites Spektrum an Informations-, Beratungs- und Entlastungsangeboten für pflegebedürftige Personen und ihre Angehörigen.
Eine frühzeitige Inanspruchnahme von Entlastung und Unterstützung kann das Auftreten von Überforderung und Erkrankungen bei pflegenden Angehörigen verhindern, was die häuslichen Pflegearrangements stabilisiert und aufrechterhält. Dabei ist das Angebot an Entlastungsmöglichkeiten regional sehr unterschiedlich: So lag der Anteil der in Pflegeheimen versorgten Pflegebedürftigen laut dem Barmer Pflegereport 2018 im Jahr 2015 je nach Bundesland zwischen 36,3 % (in Schleswig-Holstein) und 20,7 % (Brandenburg); ebenso war die Beteiligung ambulanter Pflegedienste in der häuslichen Pflege in den Bundesländern verschieden hoch. Die Gesundheit pflegender Angehöriger ist eine wichtige Ressource zur Aufrechterhaltung der häuslichen Pflegesituation und dient nicht zuletzt auch dem Schutz der chronisch Kranken. Tatsächlich stellen Angehörige von schwer erkrankten Menschen häufig ihre eigenen Bedürfnisse zurück und vernachlässigen ihren Gesundheitszustand, weil sie ihre eigenen Symptome in Relation zum Zustand des Pflegebedürftigen als unbedeutend empfinden. Obwohl ein Unterstützungsbedarf vorhanden und die Angebotslandschaft vielfältig und groß ist, führt dies nicht automatisch zu einer Inanspruchnahme entsprechender Angebote zur Beratung, Schulung und Entlastung der pflegenden Angehörigen. Die Unüberschaubarkeit einer Vielzahl von Angeboten sowie deren Komplexität im Hinblick auf Ausgestaltung, Träger und Leistungserbringer erschweren die umfassende und unabhängige Information und Beratung. Dies wird nicht nur von den pflegenden Angehörigen, sondern auch von befragten Experten als „Pflege-Dschungel“ beschrieben. Eine Pflegeberatung wird u. a. in den sogenannten „Pflegestützpunkten“, aber auch von Wohlfahrtsverbänden, Vereinen und anderen Institutionen angeboten.
Im „Netzwerk pflegeBegleitung“ sind Organisationen, Professionelle und Ehrenamtliche vernetzt, die sich in der ehrenamtlichen Pflegebegleitung einsetzen. Ehrenamtliche Pflegebegleiter entlasten pflegende Angehörige durch Gespräche, erörtern mit ihnen Entlastungsmöglichkeiten und knüpfen Verbindungen zu anderen Helfern.
Die ambulante pflegebegleitende (professionelle) Soziale Arbeit umfasst unter anderem: Beratung, Hilfenvermittlung, Angehörigenarbeit und Unterstützungsmanagement. Angesichts der Anforderungen dieser Arbeit wurde das Konzept einer „Angehörigenorientierung“ – einer „systematischen Verankerung einer Angehörigenperspektive“ in der Sozialen Arbeit – entwickelt.
Beispiel:
Die Sozialversicherung für Landwirtschaft, Forsten und Gartenbau (SVLFG) bietet ihren Leistungsberechtigten das „Pflege-Tandem“ an – eine einwöchige Trainings- und Erholungswoche für pflegende Angehörige, bei der der Pflegebedürftige je nach Gesundheitszustand mitgenommen und vor Ort betreut werden kann. Das Programm umfasst unter anderem einem Pflegekurs, Bewegungs- und Entspannungsübungen und Gelegenheit zum sozialen Austausch.

## Selbsthilfe für sorgende und pflegende Angehörige
Für sorgende und pflegende Angehörige gibt es auch diverse Unterstützungsangebote der organisierten Selbsthilfe. Die Initiativen reichen von digitalen Social-Media-Gruppen zum Austausch, über lokale Selbsthilfegruppen bis hin zu gesellschaftspolitischen Initiativen zur Vernetzung und Vertretung von Interessen, wie der Initiative „Sorgende und Pflegende Angehörige“ (SPA) oder dem Informationsportal pflege-dschungel.de. Des Weiteren besteht in Zusammenarbeit mit den Krankenkassen ein Angebot einer psychologischen Online-Beratung. Das Zentrum für Qualität in der Pflege zeigt auf einer Website die Telefonnummern aktuell verfügbarer Krisentelefone an.

## Filme
- Herbert Link: Mehr als ich kann. Dokumentarfilm, Österreich 2011.
- Herbert Link: So weit ich kann. Pflegende Angehörige und ihr Weg. Trailer, Österreich 2013.

### Pflegende Angehörige
- Verbraucher-Zentrale: Pflegende Angehörige – Balance zwischen Fürsorge und Entlastung. Verbraucherzentrale NRW, 2002.
- Elisabeth Bubolz-Lutz: Pflege in der Familie. Perspektiven. Lambertus, Freiburg 2006, ISBN 3-7841-1662-0.
- Martha Meyer: Pflegende Angehörige in Deutschland. Ein Überblick über den derzeitigen Stand und zukünftige Entwicklungen. Lit-Verlag, Hamburg 2006, ISBN 3-8258-9921-7.
- Sabine Metzing: Kinder und Jugendliche als pflegende Angehörige. Erleben und Gestalten familialer Pflege. Hans Huber Verlag, Bern 2007, ISBN 978-3-456-84549-4.
- Ilse Biberti: Hilfe, meine Eltern sind alt. Wie ich lernte, Vater und Mutter mit Respekt und Humor zu begleiten. Ullstein, Berlin 2008, ISBN 978-3-548-36980-8.
- Manfred Langehennig: Männer in der Angehörigenpflege. Verlag Beltz/Juventa, Weinheim / Basel 2013, ISBN 978-3-7799-2820-1.
- Kinder und Jugendliche als pflegende Angehörige. Einblick in die Situation Betroffener und Möglichkeiten der Unterstützung. Zwei Studien des Instituts für Pflegewissenschaft der Universität Wien, im Auftrag vom Bundesministerium für Arbeit, Soziales und Konsumentenschutz, (= Sozialpolitische Studienreihe. Band 19). Verlag des ÖGB, Wien 2015, ISBN 978-3-99046-157-0:
  - I. Teil: Martin Nagl-Cupal, Maria Daniel, Manuela Kainbacher, Martina Koller, Hanna Mayer: Kinder und Jugendliche als pflegende Angehörige. Einsicht in die Situation gegenwärtiger und ehemaliger pflegender Kinder in Österreich. 2012.
  - I. I. Teil: Martin Nagl-Cupal, Maria Daniel, Julia Hauprich: Kinder und Jugendliche als pflegende Angehörige. Konzeptentwicklung und Planung von familienorientierten Unterstützungsmaßnahmen für Kinder und Jugendliche als pflegende Angehörige. 2014.
- D. Klaus, C. Tesch-Römer: Pflegende Angehörige und Vereinbarkeit von Pflege und Beruf: Befunde aus dem deutschen Alterssurvey 2008. (PDF) In: DZA-Fact Sheet, 2014. Deutsches Zentrum für Altersfragen, 2014, archiviert vom Original (nicht mehr online verfügbar) am 11. November 2020; abgerufen am 21. Oktober 2019.
- Sabine Bohnet-Joschko (Hrsg.): Zielgruppenspezifische Angebote für pflegende Angehörige. Bericht. Witten 2020.[41]
- Carina Frey: Pflege zu Hause. Was Angehörige wissen müssen, Hrsg. Verbraucherzentrale NRW, 1. Auflage 2019, ISBN 978-3-86336-111-2

### Angehörige im Pflegeheim
- Ilona Patricia Grammer: Angehörige im Altenpflegeheim. Eine empirische Analyse der Alltagsvorstellungen und -theorien bei Mitarbeitern, Inaugural-Dissertation zur Erlangung des Doktorgrades der Pflegewissenschaft an der Pflegewissenschaftlichen Fakultät der Philosophischen-Theologischen Hochschule Vallendar, April 2019 (online)
- Sabine Kühnert: Das Verhältnis zwischen Angehörigen von Heimbewohnern und Mitarbeitern im Altenpflegeheim. Begegnungsformen, Konflikte, Kooperation. Lang, Frankfurt am Main 1991, ISBN 3-631-43556-8.